# Vaitiare Bandera
Vaitiare Bandera, właśc. Vaitiare Eugenia Hirshon (ur. 15 sierpnia 1964 na Tahiti, Polinezja Francuska) – aktorka mieszkająca w Stanach Zjednoczonych.
Vaitiare występowała w reklamach na początku kariery. Później zagrała w telenoweli Agujetas de Color de Rosa, którą pokazywano w 45 krajach. Wystąpiła też gościnnie w serialu Świat według Bundych, Out of the Blue i Brygada Acapulco. Zagrała też rolkę w filmie Wydział pościgowy. Najbardziej znana jest ze swej roli w serialu Gwiezdne wrota, gdzie zagrała żonę Daniela Jacksona (którego zagrał Michael Shanks), Sha’re/Amonet. W swoim pierwszym odcinku Gwiezdnych wrót wystąpiła w swojej pierwszej pełnej nagiej scenie (gdy Apofis szuka ciała dla swojej królowej Amonet).
Ubiegała się o rolę Sha’uri w oryginalnym filmie Gwiezdne wrota z 1994, ale ostatecznie rola trafiła do Mili Avital. W serialu już się udało i to ona dostała rolę.
Ma korzenie indiańskie, niemieckie, i tahitańskie. Jej matka jest spokrewniona z królewskim rodem Makea Karika z Wysp Cooka.
Chodziła przez pewien czas z Julio Iglesiasem. Wyszła później za mąż za Petera Banderę. Podczas gdy grała w Gwiezdnych wrotach urodziła Michaelowi Shanksowi córkę, Tatianę w 1998 roku.
Aktualnie mieszka w Los Angeles z drugim mężem (Edgars Asars), córką i synem. Obecnie porzuciła aktorstwo i prowadzi 3 firmy związane z modą: KenTa designs, Royal Hip i RoyalMocc.

## Filmografia
- Gwiezdne wrota (od 1997) jako Sha’re/Amonet
- Pacific Blue (1996) jako Linda Dominguez
- Wydział pościgowy (1998) jako Stacia Vela
- Murder, She Wrote (1996) as Luisa
- Out of the Blue (1996) jako Tiara
- The Final Goal (1995) jako Lisa
- Brygada Acapulco (1993) jako Carmen
- Świat według Bundych (1993) jako Sonya